# Gniben
Gniben er Sjællands Oddes alleryderste punkt. Herfra strækker stenrevet Sjællands Rev sig 10 km mod nordvest ud i Kattegat. 
På den stenede strand ligger flere store sten med inskriptioner om kattegatsvømningerne, hvor svømmere har svømmet distancen fra Jylland til Sjælland.
Ved Gniben ligger Center for Våben, men offentligheden har udenfor normal arbejdstid adgang til større dele af området.
- Klinten set fra stranden
- Sten med inskription om kattegatsvømninger.
- Gniben set fra syd-vest.
- Gniben set fra vest.
- Gniben set fra syd.

56°00′38″N 11°16′39″Ø / 56.01058°N 11.277616°Ø